# Clarkcoma bollonsi
Clarkcoma bollonsi är en ormstjärneart som först beskrevs av John Keith Marshall Lang Farquhar 1908.  Clarkcoma bollonsi ingår i släktet Clarkcoma och familjen Ophiocomidae. Inga underarter finns listade i Catalogue of Life.